# 2n Cos Aeri (Alemanya)
El 2n Cos Aeri (II. Fliegerkorps) es va formar l'11 d'octubre de 1939 a Frankfurt del Main a partir de la 2. Flieger-Division.

## Història
Durant l'operació Barbarroja i del 22 de juny al 12 de novembre de 1941, el Cos va fer més de 40.000 sortides diürnes i nocturnes, llançant 23.150 tones de bombes i reclamant 3.826 avions soviètics destruïts, així com 789 tancs, 614 peces d'artilleria, 2349 vehicles, 234 posicions, 14 vehicles i 234 vehicles., 33 búnquers, 159 trens i 304 locomotores juntament amb atacs implacables a les concentracions de tropes enemigues i punts d'asfíxia logístics.
El Cos va ser traslladat al teatre d'operacions del Mediterrani el 15 de novembre de 1941. El Cos es va fusionar amb el Feldluftgau XXX el 29 d'agost de 1944 i va passar a anomenar-se Kommandierender General der Deutschen Luftwaffe Nordbalkan (Comandament General de la Luftwaffe alemanya al nord dels Balcans). El novembre de 1944 el cos va tornar a anomenar-se II. Fliegerkorps i redesignat Luftwaffenkommando Nordost el 2 d'abril de 1945.

## Oficials al comandament
- Generaloberst Bruno Loerzer, 11 d'octubre de 1939 - 23 de febrer de 1943
- Generalleutnant Martin Harlinghausen, 23 de febrer de 1943 - 12 de juny de 1943
- General Alfred Bülowius, 26 de juny de 1943 - 30 de juny de 1944
- Generalleutant Kurt Kleinrath, 1 de juliol de 1944 - 31 d'agost de 1944 (conegut com a Kommandierender General der Deutschen Luftwaffe Nordbalkan, 29 d'agost de 1944 - novembre de 1944)
- General Johannes Fink, 1 de desembre de 1944 - gener de 1945
- General Stefan Fröhlich, gener de 1945 - 1 de febrer de 1945
- General Martin Fiebig, 1 de febrer de 1945 - 12 d'abril de 1945

## Assignat a
- Luftflotte 3 – octubre de 1939 – juliol de 1940
- Luftflotte 2 – juliol de 1940 – desembre de 1943
- Luftflotte 3 – desembre de 1943 – agost de 1944
- Luftwaffenkommando Südost – agost – novembre de 1944
- Luftflotte 4 - novembre de 1944 – 3 de febrer de 1945
- Luftflotte 6 – 3 de febrer de 1945 – 2 d'abril de 1945

## Unitats subordinades
- Maig de 1940:
  - 3./Fernaufklärunsggruppe 121
  - Kampfgeschwader 2
  - Kampfgeschwader 3
  - Kampfgeschwader 53
  - Jagdfliegerführer 3
- Agost de 1940 :
  - Kampfgeschwader 2
  - Kampfgeschwader 3
  - Kampfgeschwader 53
  - Sturzkampfgruppe II/1
  - Sturzkampfgruppe II/Lehrgeschwader 2
  - Zerstörergruppe 210
- Juny de 1941:
  - 1.(F)/ Aufklärungsgruppe 122
  - Kampfgeschwader 3
  - Kampfgeschwader 53
  - Schnellkampfgeschwader 210
  - Jagdgeschwader 51
  - Kampfgeschwader z.b.V. 102
- Juliol de 1943: 
  - Fernaufklärungsgruppe 122
  - Kampfgeschwader 1
  - Kampfgeschwader 6
  - Kampfgeschwader 26
  - Kampfgeschwader 30
  - Kampfgeschwader 54
  - Kampfgeschwader 76
  - Kampfgeschwader 77
  - Kampfgeschwader 100
  - Schnellkampfgeschwader 10
  - Schlachtgeschwader 2
  - Zerstörergeschwader 1
  - Zerstörergeschwader 26
  - Jagdgeschwader 3
  - Jagdgeschwader 27
  - Jagdgeschwader 53
  - Jagdgeschwader 77
  - Nachtjagdgeschwader 2
- Novembre de 1944 :
  - Nahaufklärungsgruppe 12
  - Schlachtgeschwader 10
  - Nachtschlachtgruppe 5
  - Nachtschlachtgruppe 10